# جوایز بازی‌های بفتا
جوایز بازی آکادمی بریتانیا (به انگلیسی: British Academy Games Awards) یک رویداد سالانه بریتانیایی در خصوص دستاوردهای برجسته خلاقانه در صنعت بازی‌های ویدئویی است. این رویداد اولین بار در سال ۲۰۰۴ و به‌دنبال بازسازی جوایز سرگرمی تعاملی بفتا برگزار شد. این جوایز توسط بفتا اهدا شده و معمولاً با نام جوایز بازی بفتا شناخته می‌شوند.